# Daniel Badiali
Daniele Badiali Massironi (Faenza, Italia 3 de marzo de 1962 – Acorma, Perú 18 de marzo de 1997) fue un sacerdote salesiano, cantautor y misionero italiano, miembro de la Operación Mato Grosso. Trabajó como sacerdote misionero en la sierra oriental de Áncash, primero en Chacas, ayudando al padre Ugo de Censi y luego en San Luis donde fue párroco hasta su asesinato a manos de sus propios secuestradores en el invierno de 1997, a la edad de 35 años.

## Biografía

### Voluntariado
Daniel Badiali Massironi nació en Ronco, Faenza,Italia. Miembro de una familia de agricultores. Inició sus actividades en favor de los pobres con la Operación Mato Grosso (OMG) cuando era adolescente. Como voluntario participó en las operaciones de ayuda a la población de los terremotos en Friuli y de Irpinia. También cooperó con el servicio civil entre 1981 y 1982, y pasó a vivir vivió durante dos años (1984 a 1986) en los Andes peruanos, en la parroquia de Chacas, una ciudad de la región Áncash, colaborando con el párroco fundador de la OMG, Ugo De Censi. Es en este lugar donde decide convertirse en sacerdote.
De vuelta en Italia, asistió al Seminario regional de Bolonia de 1986 a 1991. Ordenado sacerdote en el verano de 1991 fue enviado como misionero "fidei donum" de la diócesis de Faenza-Modigliana como párroco de San Luis, a media hora de Chacas.
Vivió en esta parroquia durante seis años de intensa actividad pastoral, ayuda a la población, tanto en términos sociales (la escuela, la formación profesional para los jóvenes, el apoyo a las familias), y desde el punto de vista religioso (oratoria, preparación a los sacramentos, celebraciones) siempre de la mano con la OMG y el sacerdote Ugo de Censi.

### Muerte
El domingo 16 de marzo de 1997, cuando regresaba a la parroquia después de celebrar una misa en un pueblo alejado, un bandido detuvo la camioneta en el que viajaba junto con algunos voluntarios italianos y peruanos. El criminal quería secuestrar a un italiano para obtener un rescate: el padre Daniel se entregó voluntariamente a los secuestradores en lugar de una mujer joven. Fue encontrado muerto en un paraje desolado por un pastor, dos días después, asesinado por un disparo en la cabeza, probablemente porque reconoció a los secuestradores. Una gran cantidad de personas asistieron al funeral, tanto en Perú como en Italia. Su cuerpo descansa en el cementerio de Ronco.